# Sandy Area Metro
A Sandy Area Metro (SAM) az Oregon állambeli Sandy önkormányzata által üzemeltetett autóbusz-hálózat.
Az egyik vonal Greshamben kínál átszállási lehetőséget a Portland felé közlekedő járatokra. A másik, 2003. július 2-án indult járat először a Sas-patakig járt, ahol az Estecada felé tartó járművekre lehet átszállni, de ma már egészen a településig közlekedik.

## Leírás
A Gresham és Estecada felé közlekedő járatokra egy-, míg a mellékutcákban haladó, megrendelés esetén közlekedő STAR vonalán fél dollárért lehet jegyet váltani, mivel ez utóbbi részben szövetségi forrásokból működik. A SAM buszai és a Mount Hood Express közötti átszállás biztosított; ez utóbbi a 26-os úton, a Hood-hegy felé közlekedik, egy utazás díja $5.
A rendszer a késő 1990-es években jött létre, miután a város elérte, hogy a TriMet vonja ki szolgáltatási körzetéből. A nevet 1999 júliusban választották ki, a start pedig 2000. január 4-én volt.
A fenntartó 2006. november 21-én regisztrálta az egymilliomodik utazást.

## Autóbuszvonalak
- Sandy–Gresham Express
- Sandy–Estecada
- STAR (igényalapú)

## Fordítás
- Ez a szócikk részben vagy egészben  a   Sandy Area Metro című angol Wikipédia-szócikk ezen változatának fordításán alapul.  Az eredeti cikk szerkesztőit annak laptörténete sorolja fel. Ez a jelzés csupán a megfogalmazás eredetét és a szerzői jogokat jelzi, nem szolgál a cikkben szereplő információk forrásmegjelöléseként.